# Tabor (Pologne)
Pour les articles homonymes, voir Tabor.
Tabor (prononciation : [ˈtabɔr]) est un village polonais de la gmina de Celestynów dans le powiat d'Otwock de la voïvodie de Mazovie dans le centre-est de la Pologne.
Le village compte approximativement une population de 57 habitants en 2011.

## Histoire
De 1975 à 1998, le village appartenait administrativement à la voïvodie de Varsovie.